# Бровары (станция)
Бровары́ — пассажирская и грузовая станция Юго-Западной железной дороги. Расположена в городе Бровары Киевской области на линии Дарница — Нежин.
Станция имеет 4 пути, через которые проходят пассажирские и грузовые поезда. Также через пути можно перейти по мосту, возле самого вокзала.